# ダンク (競走馬)
ダンク(Dank)とは、イギリスで生産・調教されていた競走馬である。主な勝ち鞍は、2013年のビヴァリーD・ステークス、BCフィリー&メアターフ。

## 戦績

### 2011年(2歳時)
9月にニューベリー競馬場で行われた条件戦でデビューし2着に入る。2歳シーズンはこの1戦のみで終えた。

### 2012年(3歳時)
4月の未勝利戦で始動し、初勝利を飾る。その後はハンデ戦などを3戦し、9月にサンダウン競馬場で行われたG3アタランタステークスに出走する。レースでは中団を追走すると残り200m地点から伸びを見せて勝利、重賞初制覇となった。次走のニューマーケット競馬場で行われたリステッド競走で5着したのを最後に、3歳シーズンを終えた。

### 2013年(4歳時)
5月のG3ダーリアステークスで始動、レースでは残り100m地点から先頭に立つと後方勢の追撃を抑えて重賞2勝目を挙げる。次走のG2ウィンザーフォレストステークスでは3着に敗れるが、続くG2エステートステークスでは最後の直線で先頭に立つとそのまま逃げ切り、重賞3勝目を挙げた。続いてアメリカへ遠征して挑んだG1ビヴァリーD・ステークスでは、中団を追走しながら最後の直線で大きな伸びを見せて4馬身差で圧勝、G1初勝利を飾った。次走は連勝の勢いそのままに、BCフィリー&メアターフへと駒を進める。レースでは2番手につけて先頭の様子を窺いつつ、最後の直線で先頭に代わるとそのまま押し切って勝利、2つ目のG1タイトルを獲得した。これらの活躍が評価され、翌年1月に行われたエクリプス賞授賞式では245票中229票を獲得して最優秀芝牝馬部門に選出された。

### 2014年(5歳時)
3月のドバイデューティーフリーで始動するが、ジャスタウェイの3着に敗れる。次走のプリンスオブウェールズステークスでもザフューグの5着と敗れた。そして、連覇を狙って挑んだ次走のBCフィリー&メアターフでもデイアットザスパの4着に敗退。4歳シーズンは国内外で3戦したが勝ち星を挙げることはできず、これを最後に現役を引退した。

## 血統
| ダンクの血統            | ダンクの血統               | ダンクの血統     | （血統表の出典） | （血統表の出典） |
| 父系                    | ダンジグ系                 | ダンジグ系       | ダンジグ系       |                  |
| 父 Dansili 1996 黒鹿毛  | 父の父デインヒル 1986 鹿毛 | Danzig           | Northern Dancer  | Northern Dancer  |
| 父 Dansili 1996 黒鹿毛  | 父の父デインヒル 1986 鹿毛 | Danzig           | Pas de Nom       |                  |
| 父 Dansili 1996 黒鹿毛  | 父の父デインヒル 1986 鹿毛 | Razyana          | His Majesty      | His Majesty      |
| 父 Dansili 1996 黒鹿毛  | 父の父デインヒル 1986 鹿毛 | Razyana          | Spring Adieu     |                  |
| 父 Dansili 1996 黒鹿毛  | 父の母Hasili 1991 鹿毛     | Kahyasi          | イルドブルボン   | イルドブルボン   |
| 父 Dansili 1996 黒鹿毛  | 父の母Hasili 1991 鹿毛     | Kahyasi          | Kadissya         |                  |
| 父 Dansili 1996 黒鹿毛  | 父の母Hasili 1991 鹿毛     | Kerali           | High Line        | High Line        |
| 父 Dansili 1996 黒鹿毛  | 父の母Hasili 1991 鹿毛     | Kerali           | Sookera          |                  |
| 母 Masskana 1988 黒鹿毛 | 母の父Darshaan 1981 鹿毛   | Shirley Heights  | Mill Reef        | Mill Reef        |
| 母 Masskana 1988 黒鹿毛 | 母の父Darshaan 1981 鹿毛   | Shirley Heights  | Hardiemma        |                  |
| 母 Masskana 1988 黒鹿毛 | 母の父Darshaan 1981 鹿毛   | Delsy            | Abdos            | Abdos            |
| 母 Masskana 1988 黒鹿毛 | 母の父Darshaan 1981 鹿毛   | Delsy            | Kelty            |                  |
| 母 Masskana 1988 黒鹿毛 | 母の母Masarika 1981 鹿毛   | Thatch           | Forli            | Forli            |
| 母 Masskana 1988 黒鹿毛 | 母の母Masarika 1981 鹿毛   | Thatch           | Thong            |                  |
| 母 Masskana 1988 黒鹿毛 | 母の母Masarika 1981 鹿毛   | Miss Melody      | Tudor Melody     | Tudor Melody     |
| 母 Masskana 1988 黒鹿毛 | 母の母Masarika 1981 鹿毛   | Miss Melody      | The Veil         |                  |
| 母系(F-No.)             | 14号族(FN:14)              | 14号族(FN:14)    | 14号族(FN:14)    |                  |
| 5代内の近親交配         | Natalma5×5=6.25%           | Natalma5×5=6.25% | Natalma5×5=6.25% |                  |

半姉に2001年マルセルブサック賞の勝ち馬Sulk、半兄に2008年香港カップの勝ち馬イーグルマウンテンがいる。